# HD-Soldat Läppli
HD-Soldat Läppli (HD steht für Hilfsdienst) ist eine Figur des Schweizer Schauspielers Alfred Rasser. Es existiert auch ein gleichnamiger Film von 1959.

## Entstehung
Rasser erdachte den gutmütigen, aber grenzenlos tollpatschigen Soldaten Theophil Läppli 1945, frei nach den Abenteuern des braven Soldaten Schwejk. Die Uraufführung spielte Alfred Rasser an Silvester 1945 im Theater Küchlin in Basel.

## Beschreibung
Nach seinen Angaben bei einem Polizeiverhör im Film ist Theophil Läppli am 23. Oktober 1894 in Buckten, Kanton Basel-Land, geboren. Im Film Demokrat Läppli nannte er ein anderes Geburtsdatum; 22. Oktober 1910, Geburtsort ebenfalls Buckten, Baselland. Dies auch im Theaterstück "Demokrat Läppli", so wie die Aufführung von 1975, welche vom Schweizer Fernsehen aufgezeichnet wurde.
Typisch für Läppli ist seine hohe nasale Stimme und der markante baseldeutsche Dialekt, der durch einen Sprachfehler noch hervorgehoben wird. Die Geschichten spielen meist während des Zweiten Weltkriegs. Als Hilfsdienst-Soldat trägt Läppli aber keine Waffe (im Film HD-Soldat Läppli trägt er allerdings einen Karabiner), ist fern von jeder Front und wird nur für einfache Aufgaben eingesetzt (wie zum Beispiel das Fegen des Kasernenplatzes).
Läppli meint es immer gut. Selbst für die schreienden militärischen Vorgesetzten, die ihn für jeden seiner vielen Fehltritte bestrafen, hat er immer Verständnis und Mitgefühl – was diese natürlich zusätzlich in Rage versetzt. Dazu kommt, dass kein Befehl so exakt sein kann, dass ihn Läppli nicht falsch verstehen würde.

## Verfilmungen
Der enorme Erfolg auf den Theaterbühnen der Schweiz führte zu drei Verfilmungen.
- Läppli am Zoll (1954)
- HD-Soldat Läppli (1959)
- Demokrat Läppli (1961)

## Roland Rasser
Nach dem Tod von Alfred Rasser wurde die Figur von seinem Sohn Roland Rasser auf der Theaterbühne weitergeführt.

## Wiederaufnahme mit Gilles Tschudi
Das Theater Fauteuil hat das Bühnenstück "HD-Soldat Läppli" im November 2019 wieder aufgenommen. Theophil Läppli wird in dieser Inszenierung von Gilles Tschudi gespielt.